# Tubificoides annulus
Tubificoides annulus är en ringmaskart som beskrevs av Erséus 1986. Tubificoides annulus ingår i släktet Tubificoides och familjen glattmaskar. Inga underarter finns listade i Catalogue of Life.